# Huis Doorn
Huis Doorn is een kasteel, ridderhofstad en landgoed op de Utrechtse Heuvelrug in Doorn in de Nederlandse provincie Utrecht en is vooral bekend door de Duitse ex-keizer Wilhelm II, die er van 1920 tot zijn dood in 1941 woonde.

## Ontstaan en architectuur
Een eerste vermelding van de plaats Doorn stamt uit het jaar 838. Het middeleeuwse huis was oorspronkelijk een waterburcht die aan het eind van de 13e eeuw werd gebouwd voor domproost Adolf van Waldeck. In de eeuwen daarna bleef het bezit en residentie van de domproosten van Utrecht. In 1322 werd het verwoest. Ongeveer vijfentwintig jaar later werd met de herbouw begonnen. Van dit bouwwerk zijn bij graafwerkzaamheden de resten gevonden, zo deelde de gemeente Utrechtse Heuvelrug mee op 23 februari 2015. Het bestond uit drie ronde torens en een vierkant hoofdgebouw.
In 1536 werd het een ridderhofstad. In de 16e en 17e eeuw verrezen er rond het binnenplein woongebouwen die nu een geheel vormen met het hoofdgebouw. In 1796 werd het huis ingrijpend verbouwd, mogelijk onder leiding van de Amsterdamse architect Abraham van der Hart. Het omringende park werd aangelegd in Engelse landschapsstijl.
De omvang van het landgoed vormde een belemmering voor de ontwikkeling van het dorp Doorn. In 1874 werd het landgoed verkaveld.
Eind 19e eeuw werd het huis bewoond door Frans Labouchère (1854-1938), wethouder van de gemeente Doorn en in 1894 de eerste voorzitter van de Doornsche Golf.
In 1902 kocht Wilhelmina Cornelia barones Van Heemstra-de Beaufort het huis en woonde er met haar echtgenoot Willem Hendrik Johan van Heemstra tot 1919. Haar kleindochter Ella barones van Heemstra, moeder van actrice Audrey Hepburn, bracht haar jeugd door op het kasteel.

## Wilhelm II

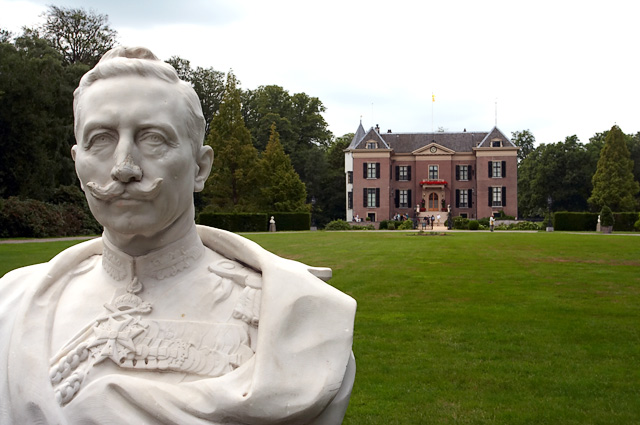
Buste van Wilhelm II en op de achtergrond Huis Doorn

Op 16 augustus 1919 kocht de voormalige Duitse keizer Wilhelm II Huis Doorn, inclusief de aangrenzende zestig hectare bos, van de eigenaresse Wilhelmina Cornelia barones Van Heemstra-de Beaufort, de bewoonster van Huis Doorn (de over-grootmoeder van Audrey Hepburn). Een van de redenen was dat het landgoed goed te beveiligen was. Hij betaalde er een half miljoen gulden voor en liet het vervolgens verbouwen. De extra kosten kwamen uit op 850.000 gulden. Het kasteel werd van alle gemakken voorzien, onder andere van elektriciteit, modern sanitair en verwarming. Verder liet hij de oprijlaan van de Dorpsstraat verleggen naar de rustigere Langbroekerweg waar een poortgebouw in Hollandse neo-renaissancestijl werd neergezet. Het kasteel werd ingericht met objecten uit zijn keizerlijke paleizen in Berlijn en Potsdam. Deze inboedel kwam in 59 treinwagons naar Nederland. Op 15 mei 1920 betrok de ex-keizer Huis Doorn.
Wilhelm bewoonde Huis Doorn met zijn echtgenote Augusta Victoria van Sleeswijk-Holstein-Sonderburg-Augustenburg, maar zij leed aan een ernstige hartkwaal en overleed al op 11 april 1921. Met groot ceremonieel vertoon werd Augusta per trein naar Potsdam gebracht, waar ze op eigen verzoek haar laatste rustplaats vond in de 'antieke tempel'. Wilhelm hertrouwde op 22 november 1922 en leefde daarna met zijn tweede vrouw prinses Hermine van Schönaich-Carolath op het kasteel tot zijn eigen overlijden op het landgoed op 4 juni 1941. Opmerkelijk was overigens dat Wilhelm een grote passie voor houthakken ontwikkelde en vrijwel dagelijks bomen omhakte en in stukken zaagde. Dit was een grote prestatie van Wilhelm vooral omdat hij, door complicaties bij zijn geboorte, zijn hele leven lang zijn linkerarm niet kon gebruiken: hij deed dus alles met alleen zijn rechterarm. Na verscheidene jaren was het landgoed hierdoor grotendeels ontbost. Tegenwoordig is daar echter niet veel meer van te zien doordat het bos op het landgoed zich weer hersteld heeft en Wilhelm in zijn tijd ook zelf voor nieuwe aanplant zorgde. Het Huis Doorn zelf bevatte in Wilhelms periode onder andere schilderstukken van Frederik de Grote, veldslagen en parades, portretten van hemzelf, gobelins van Marie-Antoinette, een goud gedecoreerde toiletpot en meer.
Hoewel Wilhelm minachtend neerkeek op de nazi's en hun ideologie, zond hij in juni 1940, amper een maand nadat Nederland in mei 1940 door het Duitse nazi-regime was bezet, wel een gelukstelegram naar Adolf Hitler in verband met diens zege in Frankrijk. Dit gebaar was meer een initiatief van Hermine, die het nazisme meer was toegedaan en Wilhelm zag hierin een mogelijkheid de Führer gunstig te stemmen inzake de positie van de adel die in het Derde Rijk steeds meer in het gedrang kwam. Door veel Nederlanders en de regering, inmiddels in ballingschap in Londen, werd dit 'gelukstelegram' aan Hitler gezien als verraad van, en ondankbaarheid voor, de gastvrijheid van Nederland dat in 1918 aan Wilhelm asiel verleende. Dit was een van de redenen om Huis Doorn na de oorlog te onteigenen van de familie Hohenzollern.
Na het overlijden van Wilhelm II werd zijn stoffelijk overschot naar de kapel gebracht, nabij het poortgebouw. Zijn uitvaart werd, tegen de wil van de ex-keizer in, ook bijgewoond door vertegenwoordigers van nazi-Duitsland, onder wie het hoofd van de Duitse bezettingsmacht in Nederland Arthur Seyß-Inquart. In het park van Huis Doorn werd later onder leiding van de Duitse architect Hans Martin Kießling een mausoleum in classicistische stijl gebouwd, naar een ontwerp van Wilhelm zelf. Het lichaam van de voormalige keizer werd er op 4 juni 1942 ondergebracht. De wens van Wilhelm was om pas na herstel van de monarchie in Duitsland bij zijn overige verwanten in Potsdam te worden bijgezet.

## Confiscatie
Na de Tweede Wereldoorlog confisqueerde de Nederlandse Staat het huis en landgoed als vijandelijk vermogen. Alleen het mausoleum met daarin Wilhelms stoffelijk overschot bleef in bezit van de Hohenzollerns. De Nederlandse regering in ballingschap had in 1943 het Besluit Vijandelijk Vermogen uitgevaardigd. Dit hield in dat alle in Nederland zijnde bezittingen van vijandelijke onderdanen na de bevrijding overgingen in handen van de Nederlandse Staat. Deze confiscatie diende niet alleen als 'Wiedergutmachung', maar met de verkoop van deze bezittingen verkreeg de Nederlandse regering ook financiële middelen voor de wederopbouw van Nederland.
Huis Doorn werd ondergebracht bij het nieuw opgerichte het Nederlandsche Beheersinstituut (NBI) van het ministerie van Justitie, dat het beheer voerde totdat verkoop van de inboedel zou hebben plaatsgevonden en het huis een economisch-maatschappelijke functie zou hebben gekregen. Vijandelijke onderdanen konden een ontvijandingsverzoek indienen bij het NBI.
De voormalige kroonprins Wilhelm von Preußen eiste na de oorlog het kasteel op, maar een verkleinde ministerraad besloot in 1947 het niet aan de familie terug te geven.
Sinds 2010 is het beheer en onderhoud van het gebouw en landgoed in handen van het Rijksvastgoedbedrijf. Echter, toen Huis Doorn vanwege bezuinigingsmaatregelingen door de regering in 2012 ten onder dreigde te gaan, poogde Georg Friedrich Ferdinand Prinz von Preußen, de achterachterkleinzoon van Wilhelm II en tevens het hoofd van de familie Hohenzollern, het kasteel alsnog in handen te krijgen. Tevergeefs. Huis Doorn bleef in bezit van de Staat der Nederlanden, als een verzelfstandigd Rijksmuseum.

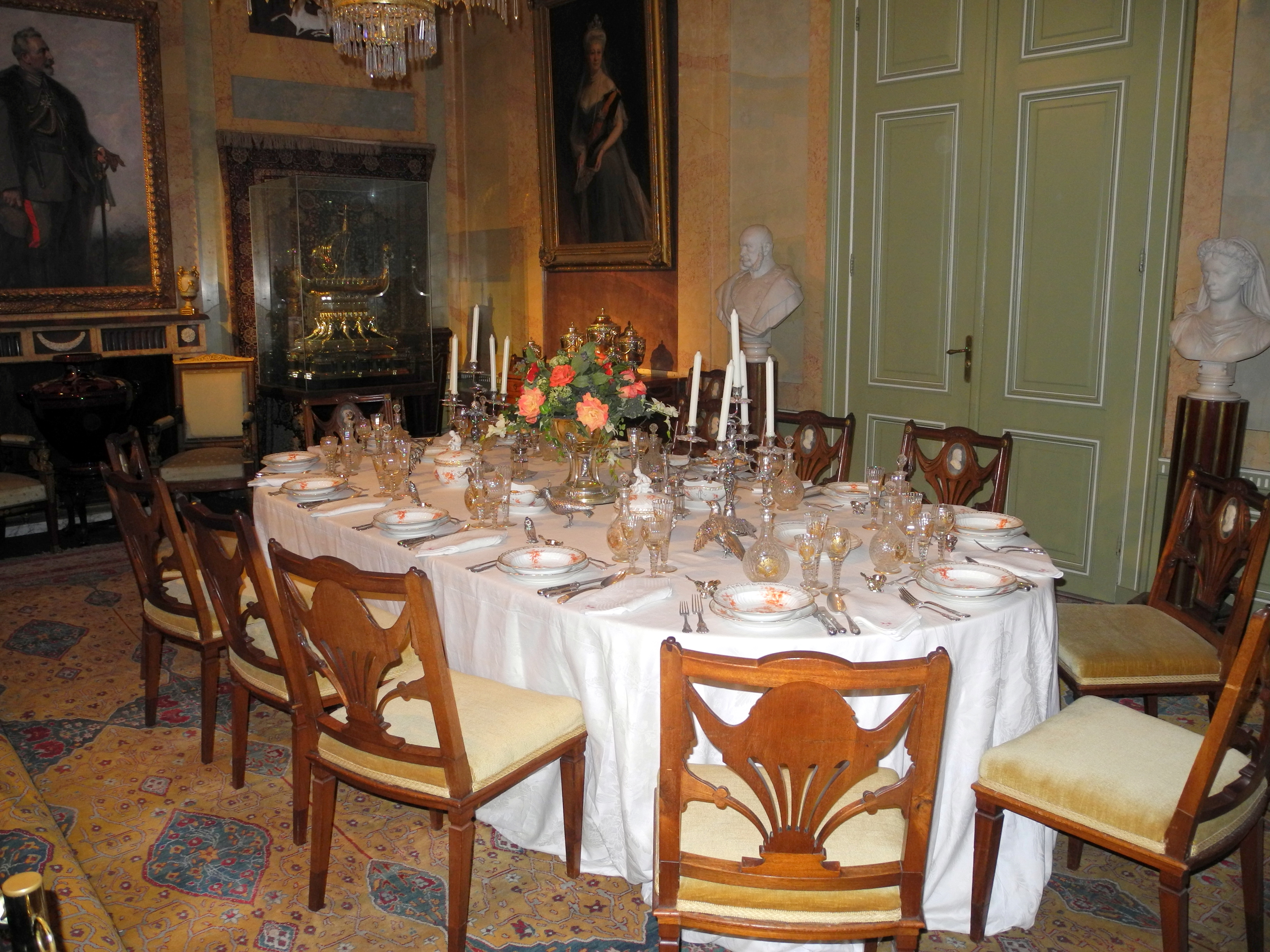
Eetzaal met gedekte tafel. Schilderijen van de keizer en zijn eerste vrouw. Ook bustes van keizer Wilhelm I, de grootvader van Wilhelm II en van koningin Luise, de overgrootmoeder van Wilhelm II

## Museum
Huis Doorn is al sinds de Tweede Wereldoorlog, na het overlijden van Wilhelm II, ingericht als een museum. De vleugeladjudant van Wilhelm II, Sigurd von Ilsemann, werd de eerste beheerder. De openstelling werd een dusdanig succes dat Von Ilsemann de toegang verbood voor personen onder de veertien jaar om schade aan het interieur te voorkomen.
In 1991 en 1992 was het kasteel dicht wegens een verbouwing. De renovatie werd noodzakelijk geacht wegens de aanwezigheid van boktor in de dakspanten. Van de gelegenheid werd gebruikgemaakt om het souterrain opnieuw in te richten met toiletvoorzieningen voor bezoekers, een koffiekamer en een publieksgedeelte met receptie. Ook werd een alarmsysteem geïnstalleerd.
De Raad voor Cultuur adviseerde in 2000 om de rijkssubsidie te schrappen. Als argument werd gegeven dat het museum niet belangwekkend genoeg is voor de geschiedenis van Nederland. Na protesten werd het advies niet overgenomen. Het zou anders de doodsteek voor het museum betekend hebben. Twaalf jaar later adviseerde dezelfde raad om de subsidie te halveren. Deze keer werd het advies wel overgenomen. De Stichting tot Beheer van Huis Doorn stelde dat als gevolg daarvan opnieuw sluiting zou dreigen. Door onder andere het ontslag van medewerkers en de inzet van vrijwilligers werd dat voorkomen. In juni 2015 maakte de Nederlandse overheid bekend dat het park rond het landhuis voor 2,8 miljoen euro wordt gerenoveerd.
De inrichting van het kasteel is grotendeels zoals toen de keizer er woonde. Er is geprobeerd het zoveel mogelijk authentiek te houden, maar delen van de collectie zijn in 1964 teruggegeven aan de erfgenamen van de keizer, de familie Hohenzollern. Het 18e-eeuwse schilderij De Dans van Antoine Watteau bevindt zich ook niet meer in Huis Doorn. Het werd na het overlijden van Wilhelm II door nazi-Duitsland aangekocht. Op de bel-etage en de eerste verdieping zijn de kamers nog vrijwel authentiek. In 2021 zijn de personeelsvertrekken op de zolder heringericht met de grotendeels authentieke inventaris uit het depot. Naast meubilair en benodigdheden als bestek bevat het museum ook een collectie keizerlijke kunstvoorwerpen. Soms worden stukken uitgeleend voor exposities elders.
In november 2024 werd een deel van de collectie van Libertum, het voormalige Verzetsmuseum Zuid-Holland in Gouda, overgedragen aan Museum Huis Doorn. De collectie bestaat uit replica’s van verzetsmonumenten, objecten en archiefstukken. Zij vertellen voornamelijk iets over de periode tussen de twee wereldoorlogen, het Interbellum, en het begin van de Tweede Wereldoorlog in Nederland.

## Galerij

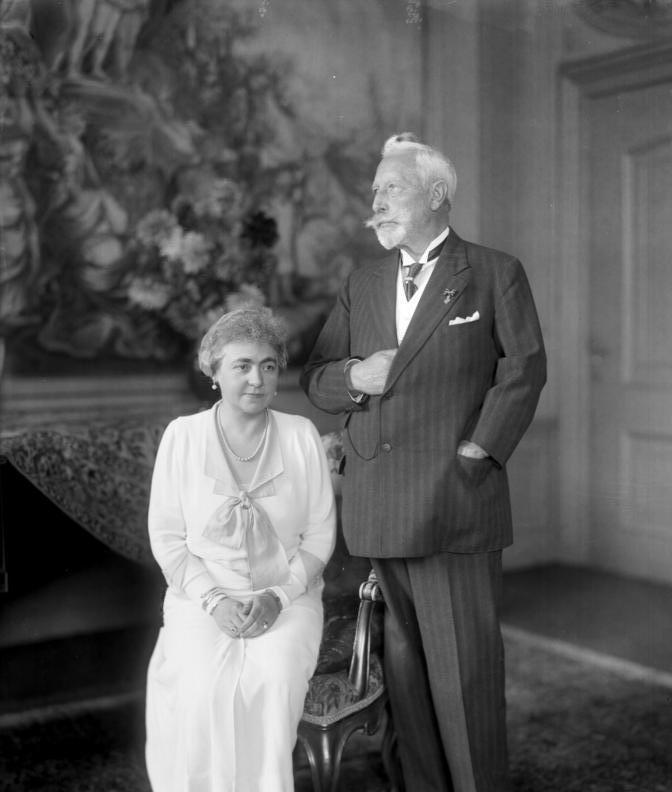
Wilhelm met zijn tweede echtgenote Hermine von Schönaich-Carolath in Doorn, 1933
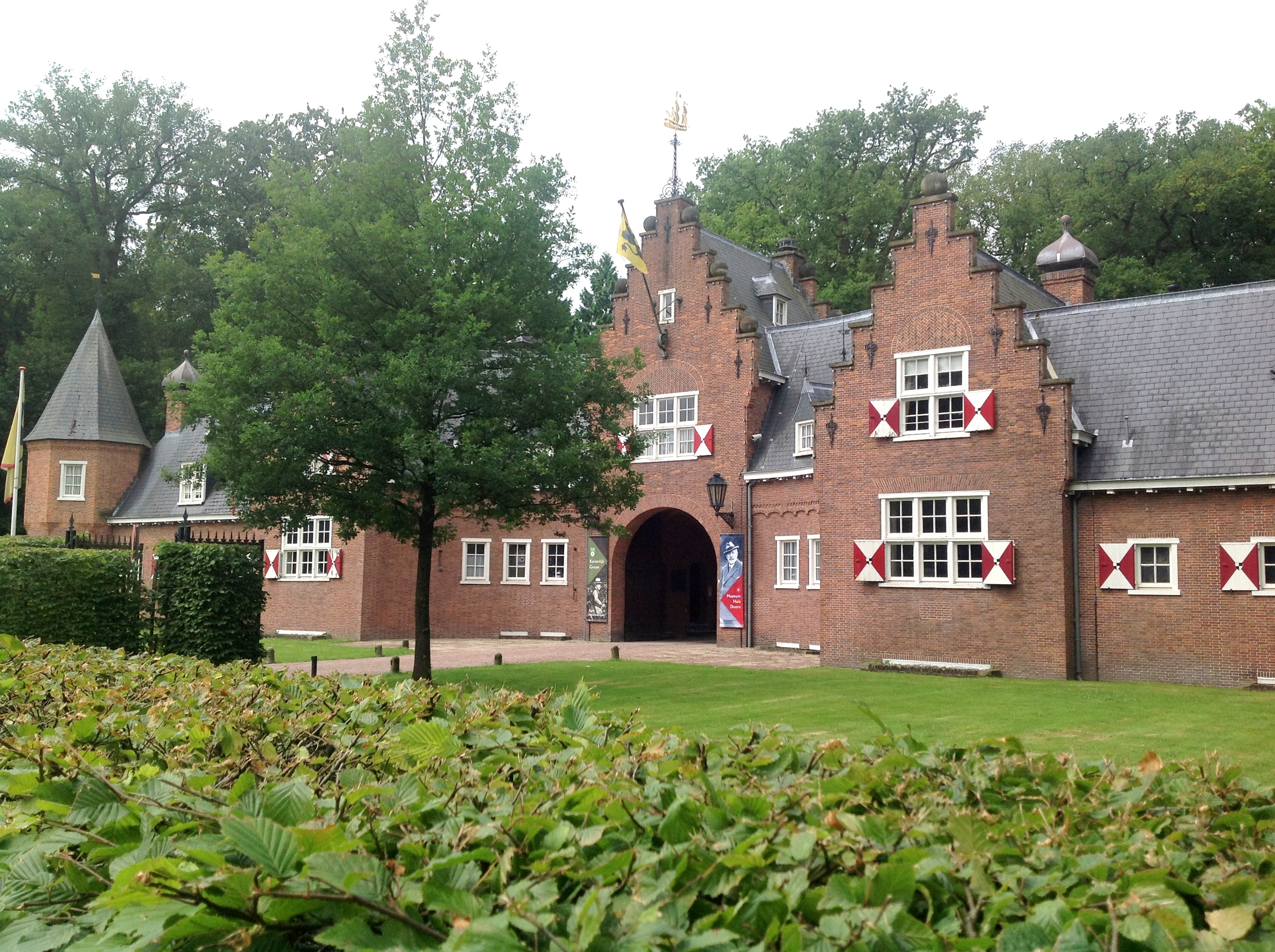
Poortgebouw gebouwd in de jaren 20 in opdracht van Wilhelm
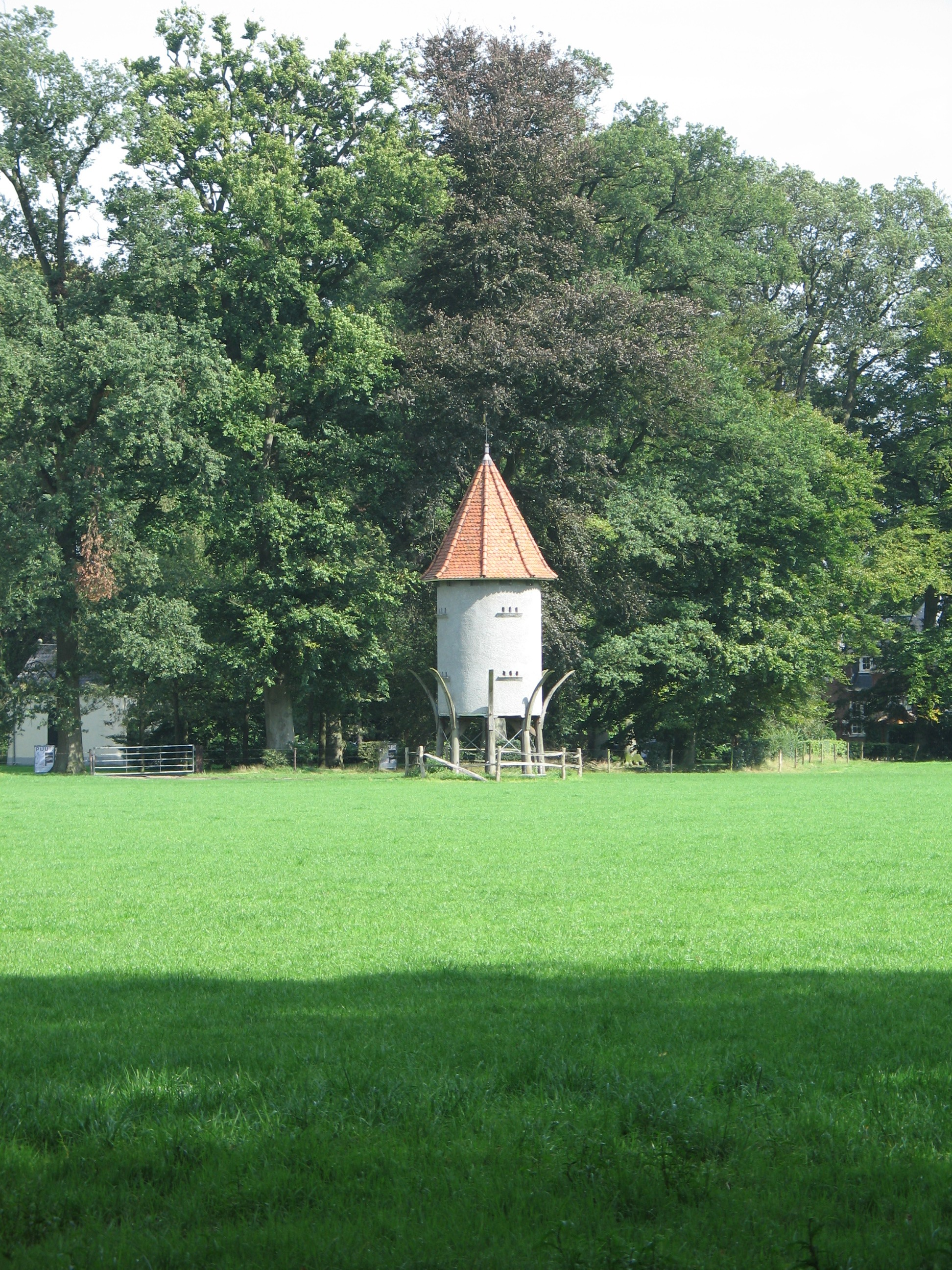
Duiventil
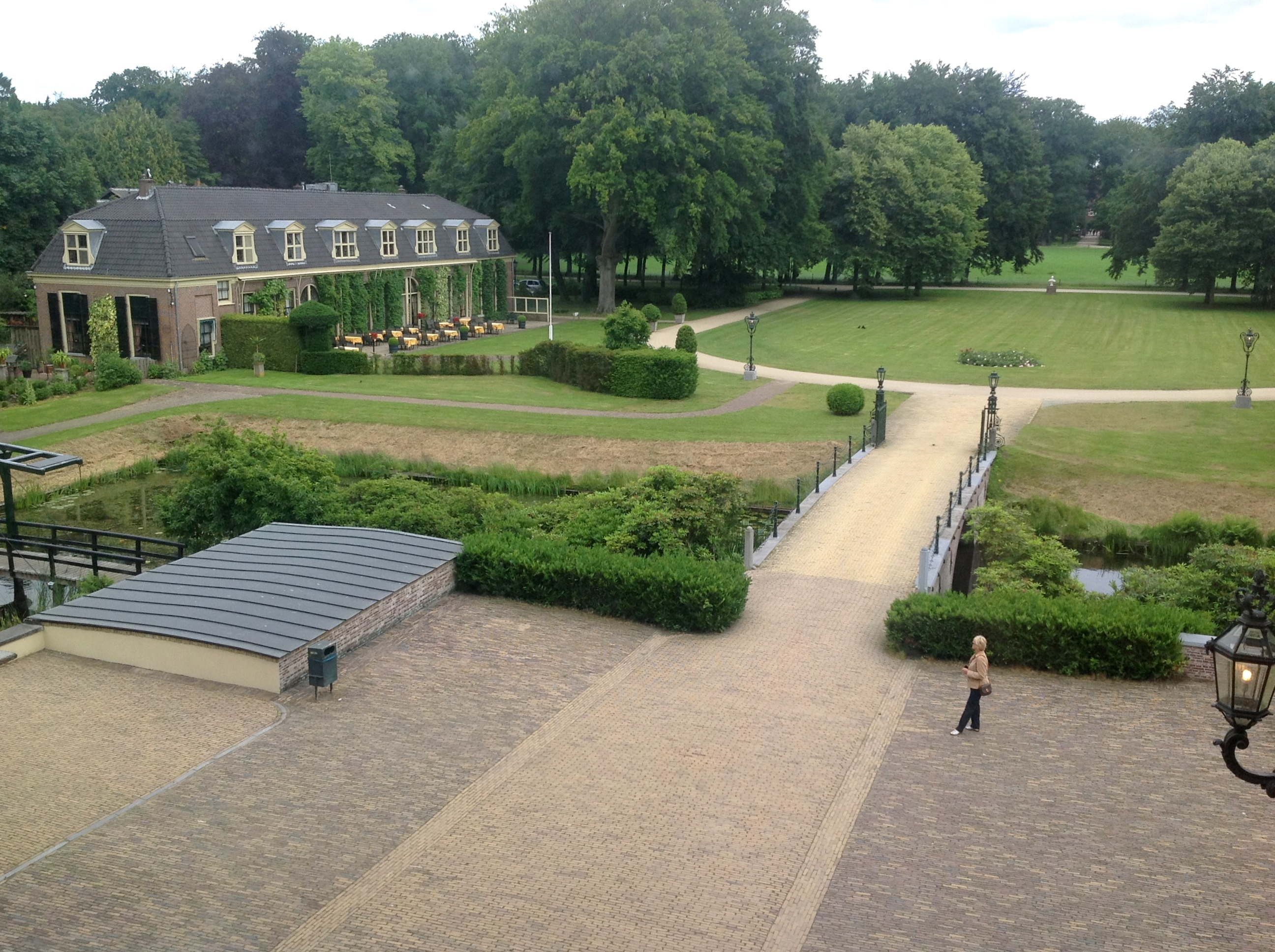
Voormalige stallen gezien vanaf Huis Doorn, nu een restaurant voor de museumbezoekers.
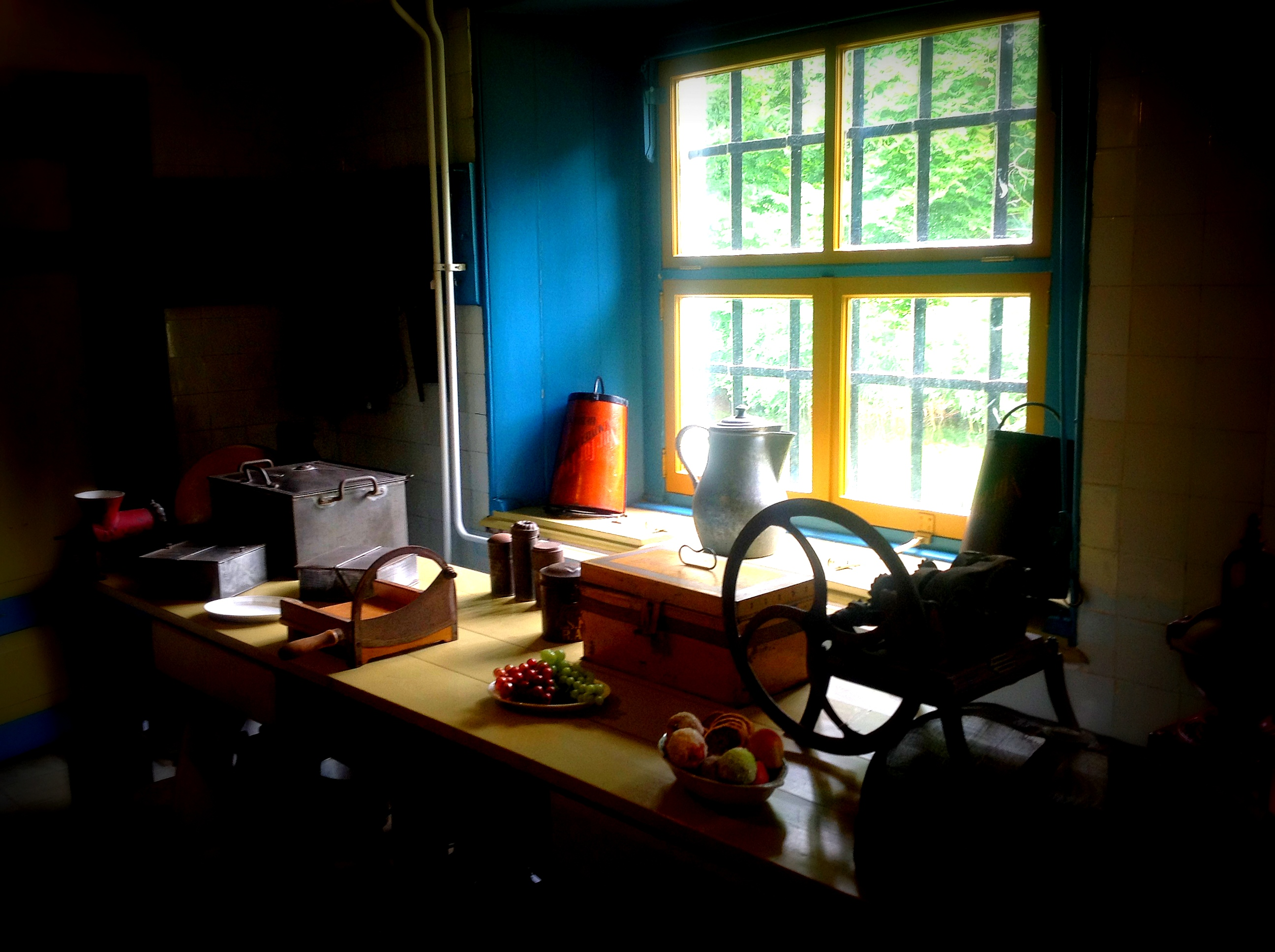
Keuken
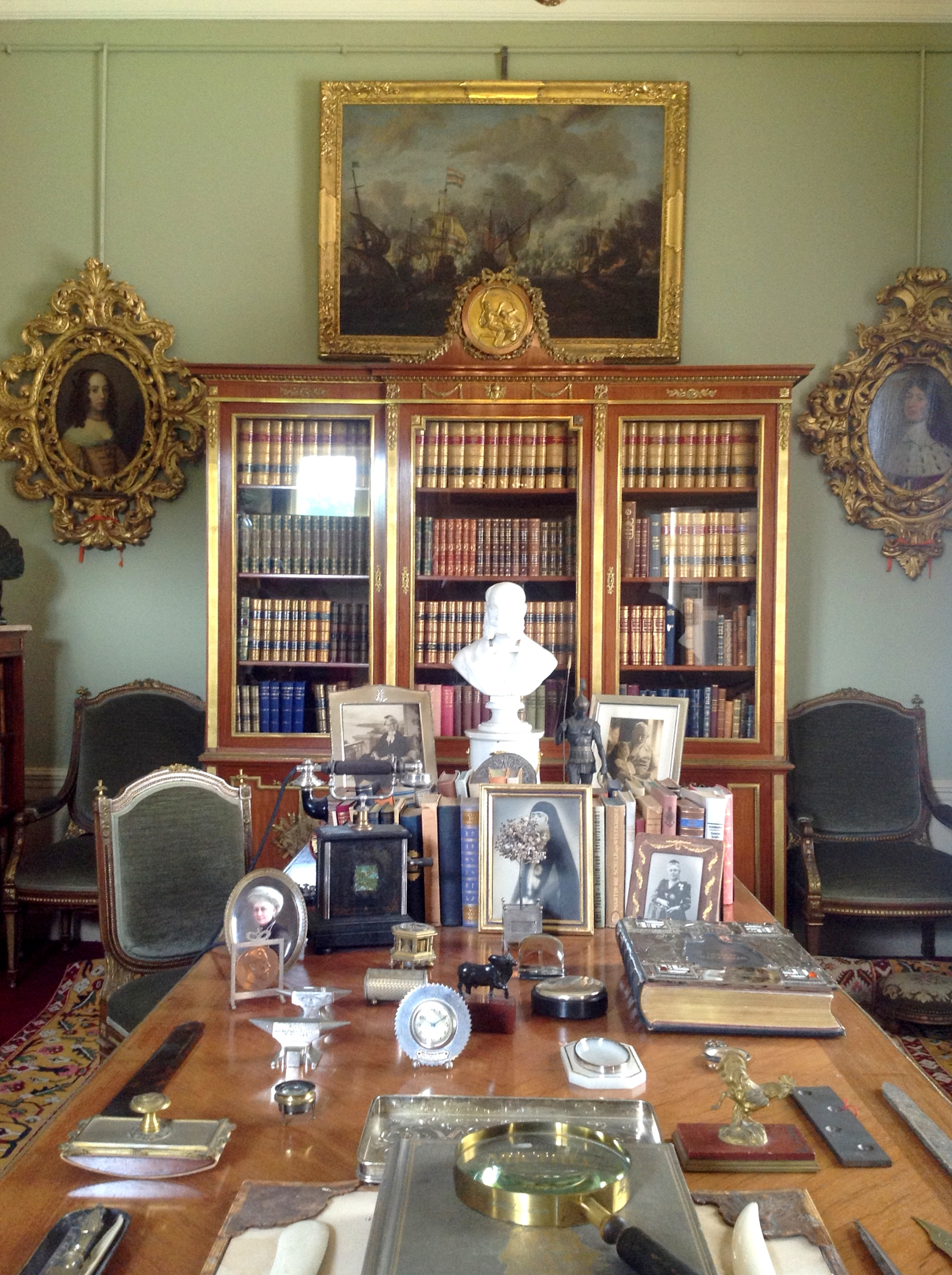
Werkkamer van Wilhelm met zijn bureau.
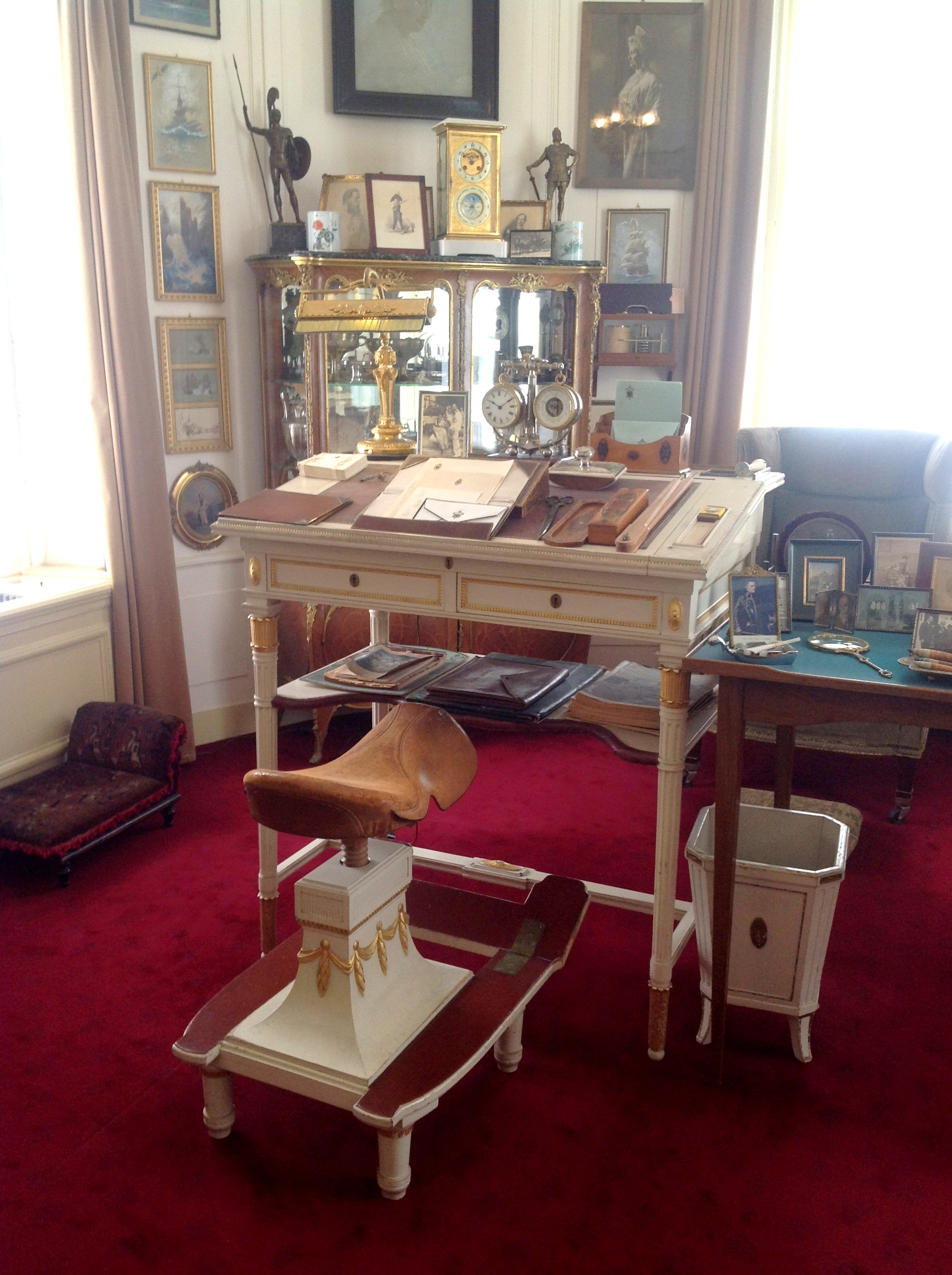
Zadel in de studeerkamer waarop Wilhelm zijn autobiografie schreef.
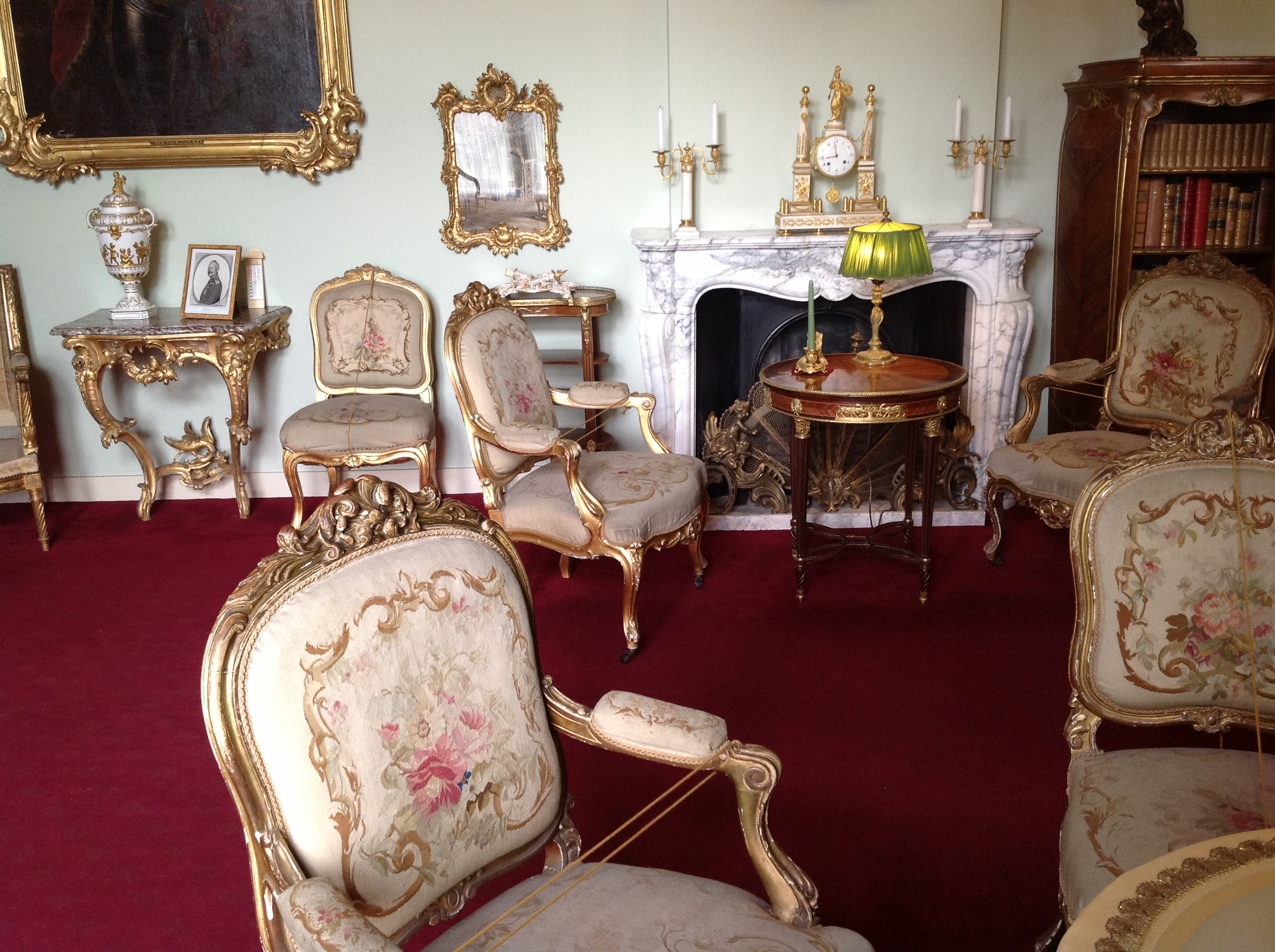
Meubels in de zitkamer oorspronkelijk afkomstig uit Wilhelms keizerlijke paleizen in Duitsland
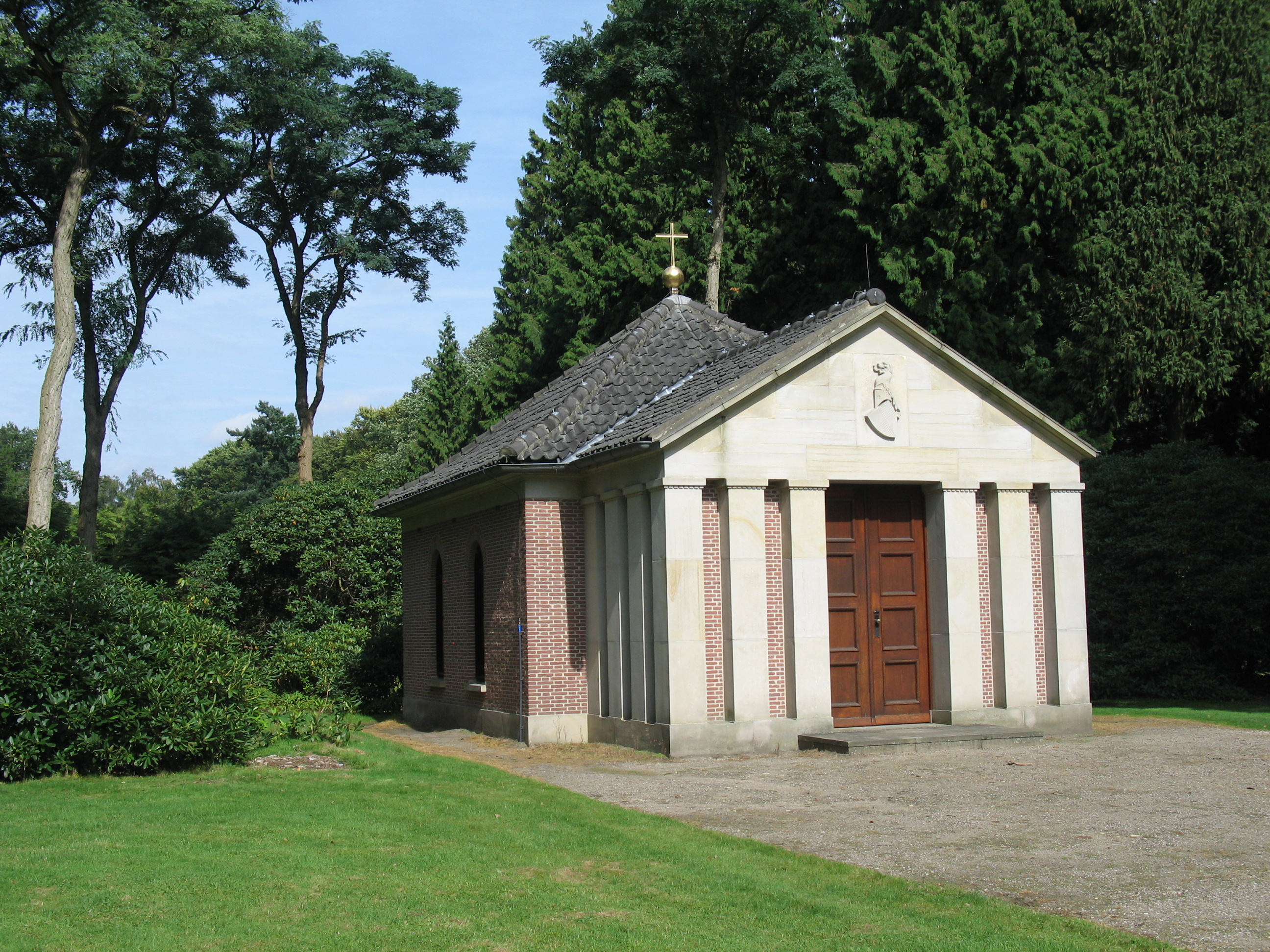
Mausoleum voor het stoffelijk overschot van Wilhelm II
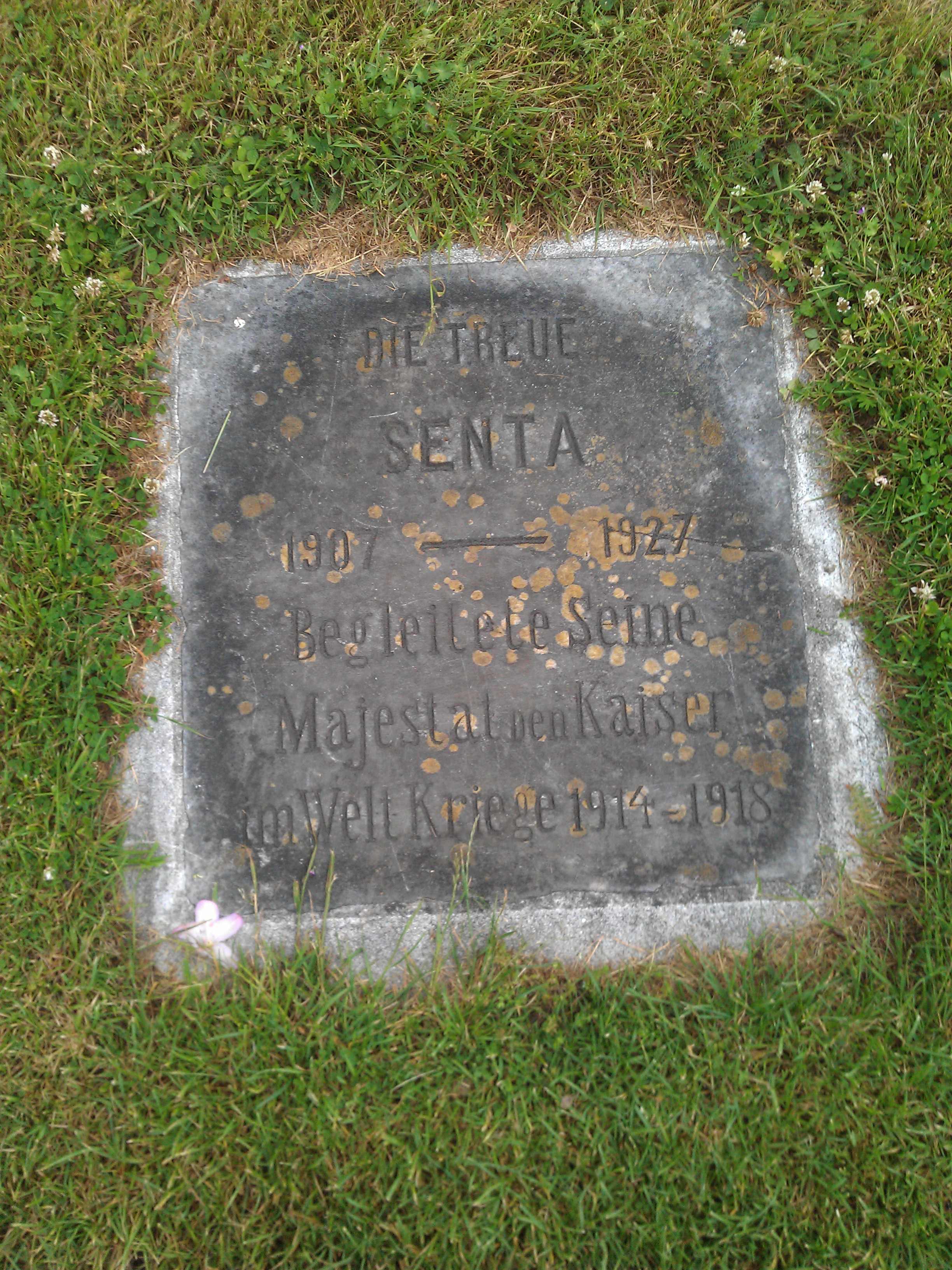
Graf van de 'trouwe' Senta, de lievelingsdashond van Wilhelm.
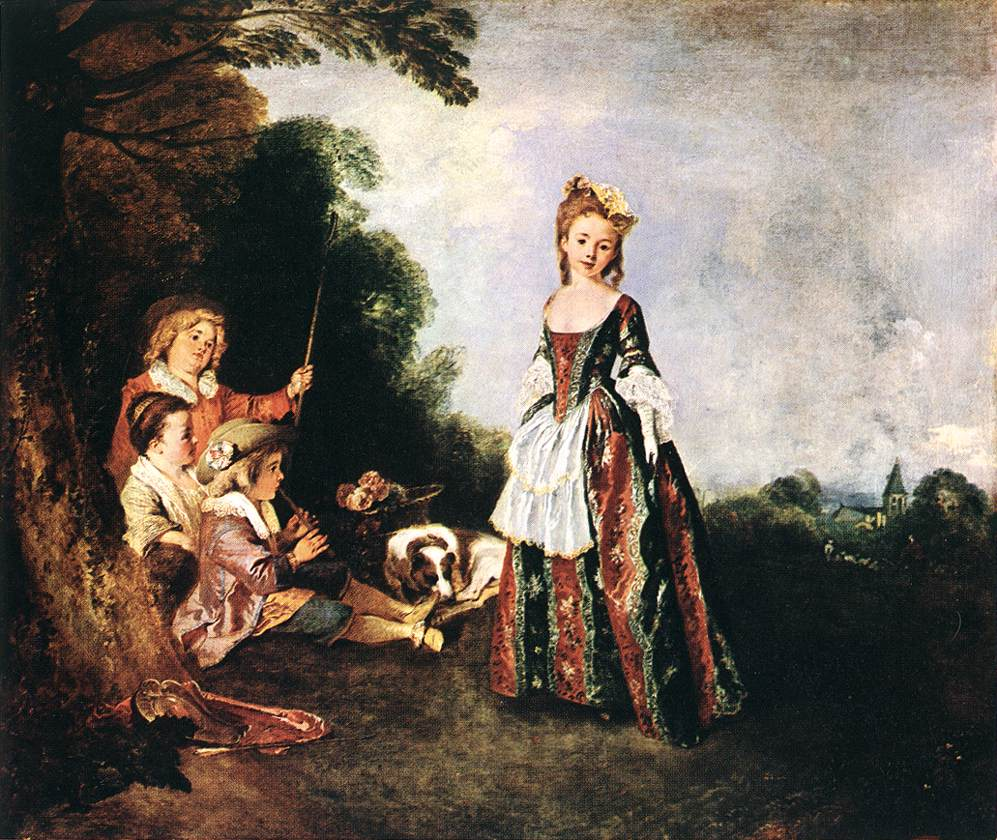
De Dans, het na het overlijden van Wilhelm II door nazi-Duitsland gekochte schilderij van Antoine Watteau
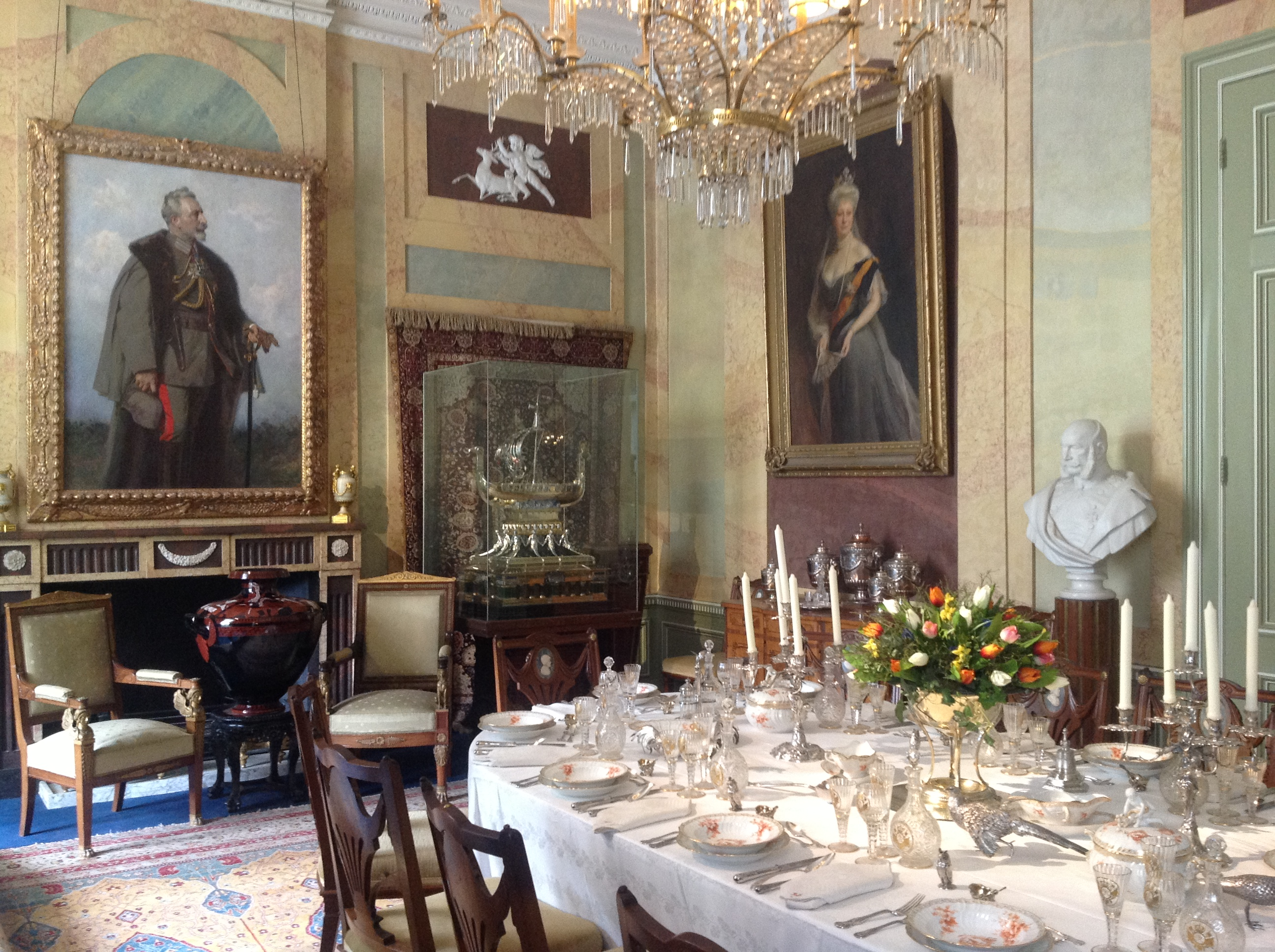
Schilderijen van Alfred Schwarz

## Trivia
- Het huis is in 1962 bezocht door Cecilia van Pruisen, een kleindochter van de keizer.
- Kees 't Hart heeft Huis Doorn als decor in zijn roman De keizer en de astroloog gebruikt.
- De laatste periode van Wilhelm II vormde de basis voor de roman The Kaiser's Last Kiss door Alan Judd en speelt zich af in huis Doorn. Voor de verfilming onder de titel The Exception uit 2016 werd echter uitgeweken naar Kasteel van Leeuwergem.